# San Pietro in Cariano
San Pietro in Cariano es un municipio italiano de 12.863 habitantes de la provincia de Verona (región del Véneto). San Pietro dista 14 kilómetros de Verona. Respecto a la capital está en posición noroeste. Forma parte de la Valpolicella.
El nombre «Cariano» deriva del latín tardío Carilianus (esto es, terreno de propiedad de Carilius). Las más antiguas trazas de la presencia del hombre en esta zona se remontan al Neolítico, pero está bien documentado el pueblo protohistórico de Archi di Castelrotto. 

## Evolución demográfica

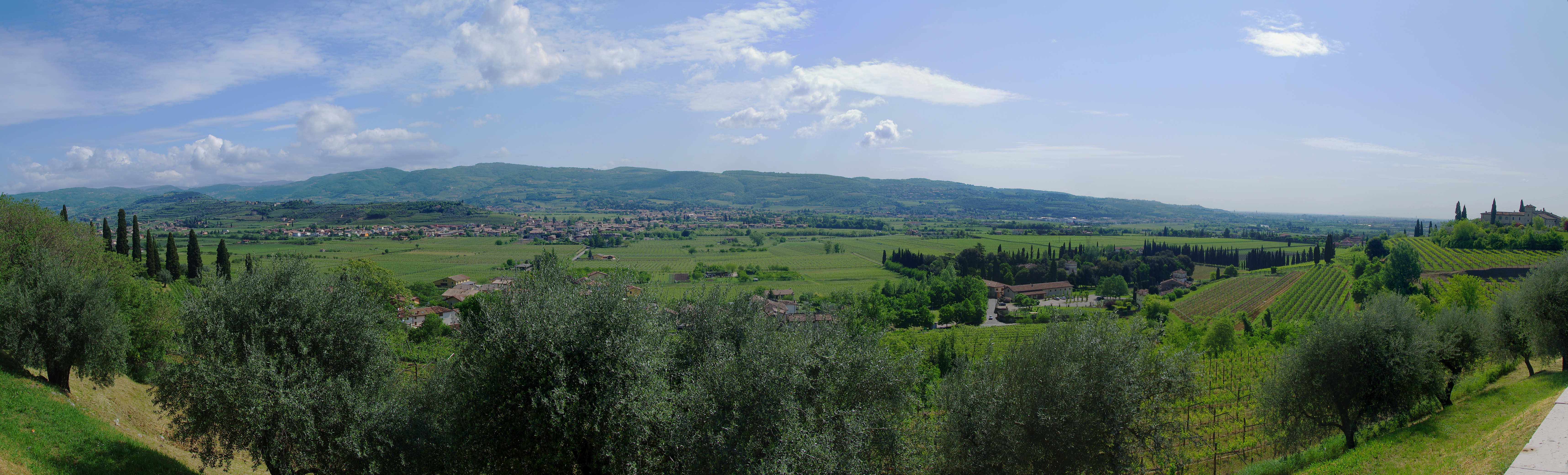
Vista desde las colinas de Castelrotto (San Pietro in Cariano VERONA), con los viñedos y olivares de Valpolicella

| Gráfica de evolución demográfica de San Pietro in Cariano entre 1861 y 2001 |
|                                                                             |
| Fuente ISTAT - elaboración gráfica de Wikipedia                             |